# Helina nigriquadrum
Helina nigriquadrum este o specie de muște din genul Helina, familia Muscidae, descrisă de Xue și Zhao în anul 1989. Conform Catalogue of Life specia Helina nigriquadrum nu are subspecii cunoscute.